# Tachina isea
Tachina isea är en tvåvingeart som först beskrevs av Walker 1849.  Tachina isea ingår i släktet Tachina och familjen parasitflugor. Inga underarter finns listade i Catalogue of Life.